# Линклейтер, Вероника
Вероника Линклейтер, баронесса Линклейтер из Баттерстоуна (Veronica Linklater, Baroness Linklater of Butterstone) (15.04.1943-15.12.2022) — английский политический и общественный деятель, член Палаты лордов (1997—2016).
Старшая дочь подполковника Арчибальда Майкла Лайла и Элизабет Синклер. Внучка Арчибальда Синклера — бывшего лидера Либеральной партии. Троюродная сестра Джона Арчибальда Синклера, 3-го виконта Тёрсо.
Училась в Баттерстоунской подготовительной школе, в женской школе Cranborne Chase School (замок Нью-Уордор недалеко от Тисбери, Уилтшир), затем в Университете Сассекса.
В 1966—1967 гг. социальный работник в Ист-Энде. С 1967 года служащая по уходу за детьми в лондонском районе Тауэр-Хамлетс. С 1970 по 1985 год работала гувернанткой в школах Ислингтона. В 1971 г. была одним из учредителей Центра для посетителей в тюрьме Пентонвиль.
В 1967 году вышла замуж за журналиста Магнуса Линклейтера, сына писателя Эрика Линклейтера. У них родились дети Александр, Арчибальд и Фрея.
В 1988 году, когда Магнуса назначили редактором газеты «The Scotsman», семья переехала в Эдинбург. Там Вероника основала школу для детей с девиантным поведением. Занималась общественной деятельностью, состояла в попечительских советах благотворительных организаций.
Баллотировалась в качестве кандидата от либерал-демократов на промежуточных выборах 1995 года в Перте и Кинроссе, получила 11 % голосов — на 2 % больше, чем партия в целом.
В 1997 году по партийной квоте получила персональный (пожизненный) титул баронессы Линклейтер оф Баттерстоун (Linklater of Butterstone), дававший членство в Палате лордов.
В соответствии с проведённой в 2014 году реформой в феврале 2016 года сложила полномочия.
Умерла в Риморе, Данкельд 15 декабря 2022 года от осложнений, вызванных болезнью Альцгеймера.